# CHEOPS
A CHEOPS (CHaracterising ExOPlanets Satellite) egy európai űrteleszkóp. Célja az ismert extraszoláris bolygók méretének meghatározása, amely lehetővé teszi, hogy a kutatók megbecsüljék a tömegüket, sűrűségüket, összetételüket, és megismerjék a kialakulásukat. 2019. december 18-án indították útjára. Ez az ESA Cosmic Vision tudományos programjának első kisosztályú küldetése.
A kis műhold egy 30 cm-es rekesznyílású Ritchey–Chrétien-teleszkóppal rendelkezik, amely egy szabványos kis műholdas platformra van szerelve. Nagyjából 700 km-es magasságban állították Napszinkron pályára.

## Tudományos áttekintés
A 2010-es évek végére exobolygók ezreit fedezték fel, némelyiknek a minimális tömegét is meghatározták úgynevezett radiális sebességméréssel, míg másoknak, amelyek látszólagos elhaladását, tranzitját figyelték meg a csillaguk előtt, a fizikai méretüket határozták meg. A mai napig kevés exobolygónak sikerült mind a tömegét, mind a sugarát pontosan meghatározni, ami pedig lehetővé tenné a különböző exobolygók sűrűségének kiszámítását. Ebből az adatból megtudható lenne, milyen anyagokból állnak, és hogyan formálódtak ki.
A 3,5 évesre tervezett küldetés alatt a CHEOPS feladata, hogy megmérje a fényes és közeli csillagok körül keringő ismert tranzitos exobolygók méretét, valamint megfigyelje a korábban a radiális sebesség alapján felfedezett exobolygók előre jelzett tranzitjait. A projekt kutatói arra számítanak, hogy ezek a jól jellemezhető tranzitos exobolygók a jövőbeli obszervatóriumok, például a James Webb Űrteleszkóp (JWST) vagy a rendkívül nagy teleszkópok elsődleges célpontjaivá válhatnak.

## Történelem

### Az indítás előtt

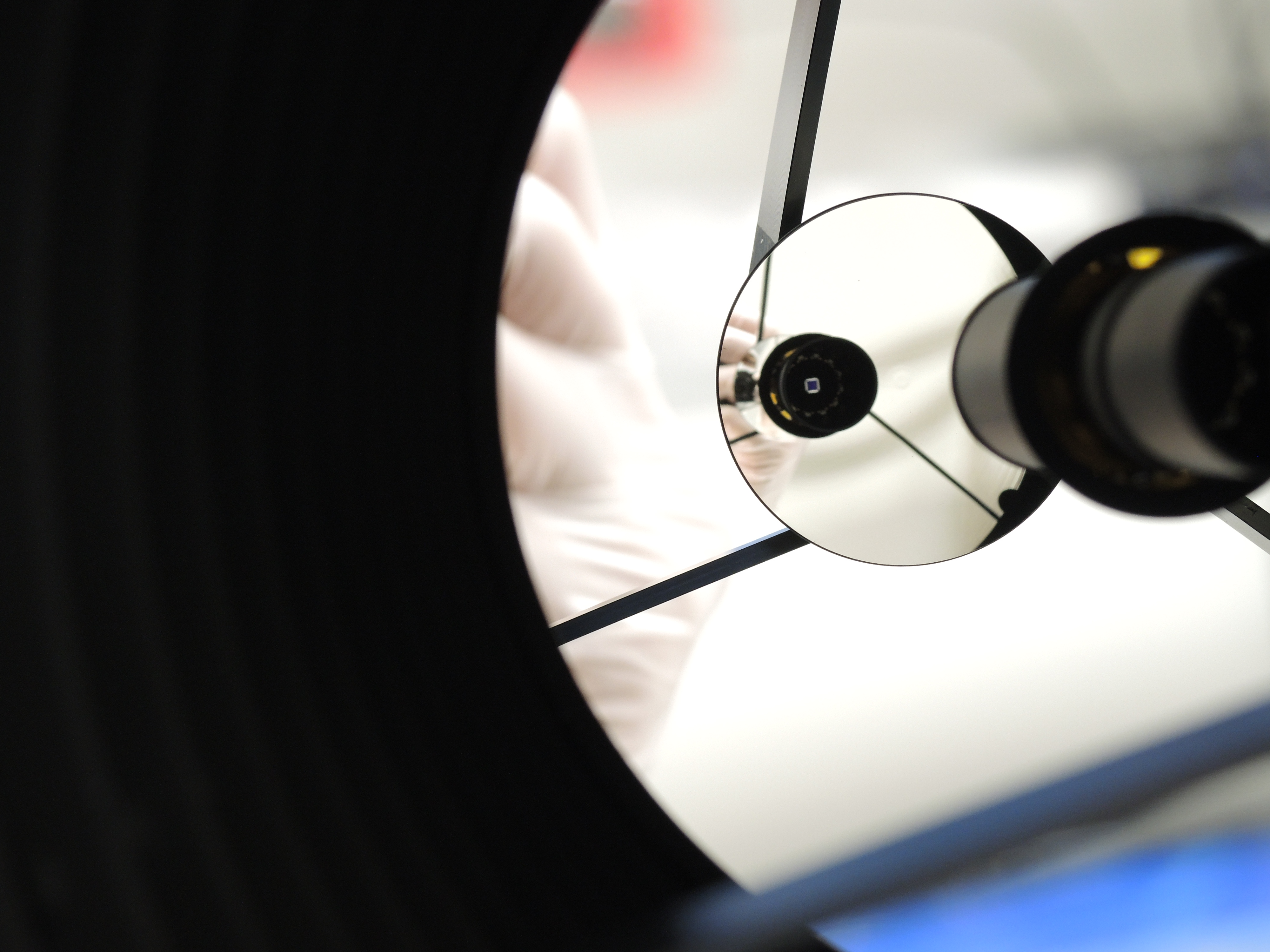
A CHEOPS tükre

Az Európai Űrügynökség (ESA) és a Svájci Űrhivatal partnerségében megvalósult CHEOPS űrtávcsövet 2012 októberében választották ki 26 javaslat közül az ESA Cosmic Vision programjának első S-osztályú ("kis") űrmissziójaként. Az ESA a küldetés tervezője, és felelős az űreszközért és a kilövésért. A projektet a svájci Berni Egyetem Center for Space and Habitability központja vezeti más svájci és európai egyetemek közreműködésével. A tudományos műszer vezető kutatója Willy Benz (Berni Egyetem), az ESA vezető tudósa pedig Kate Isaak. Egy versenyeztetési fázist követően a spanyolországi Airbus Defence and Space-t választották ki az űreszköz megépítőjének. Az ESA küldetésének költsége legfeljebb 50 millió euró. Az elsődleges optikai elem befejezéséért az olaszországi Media Lario S.r.l. volt a felelős.

### A kilövés
A CHEOPS egy Szojuz-AT hordozórakéta fedélzetén indult útnak 2019. december 18-án, 08:54:20-kor (UTC) a Francia-Guyana állambeli Kourouban található Guyana Űrközpontból (CSG). A CHEOPS két órával és 23 perccel a felszállás után vált le. Az elsődleges hasznos teher az Olasz Űrügynökség (ASI) második generációs COSMO-SkyMed műholdja, a CSG 1 volt. A hordozórakéta három CubeSatot is felvitt, köztük az ESA OPS-SAT-ját. A CHEOPS 712 km-es magasságban állt Nap-szinkron pályára.

### Első fény
Miután a teleszkóp fedelét 2020. január 29-én felnyitották, a 2020. február 7-én elkészítette első felvételét. A kép középpontjában a HD 70843 csillag áll, egy sárga-fehér csillag, amely körülbelül 150 fényévnyire található tőlünk. A csillagot a fényessége és az égen való elhelyezkedése miatt választották ki. A képen látható csillagok szándékosan elmosódottak. A defókuszált tükör elosztja a csillag fényét a detektor sok pixelén, így a mérések pontosabbak. A CHEOPS első felvételei jobbak voltak, mint azt a laboratóriumi tesztek alapján várták. A képek egyenletesebbek és szimmetrikusabbak voltak, aminek hála csökken a érzékelő és az űrszonda által okozott zajt.
2020 áprilisában a távcső megkezdte a tudományos működést. Az eredményeket lásd alább.

## Az űreszköz felépítése
Az űrtávcső egy körülbelül 1,5 x 1,5 x 1,5 méteres méretű hatszögletű alapszerkezettel bír. A CHEOPS űrtávcső a SEOSAT műholdplatformon alapul.

### Napvédő
A platformra szerelt napvédő védi a radiátort és az érzékelőházat a Nap sugárzása ellen, valamint napelemeket is tartalmaz az elektromos alrendszer működéséhez. A napvédő a hatszögletű ház köré van tekerve.

### Attitude and Orbit Control System (Helyzet- és Pályavezérlő Rendszer, AOCS)
A vezérlőrendszer 3 tengelyen stabilizált, de a talppontja (nadír) zárt, így biztosítva, hogy az űrszonda egyik tengelye mindig a Föld felé mutasson. Keringés közben az űrszonda lassan fog forogni a teleszkóp látószöge körül, hogy a fókuszsík hőmérséklet-szabályzóját a hideg űr felé irányítsa, ezzel lehetővé téve a detektor passzív hűtését. A megfigyelés átlagos időtartama 48 óra lesz. Egy tipikus 48 órás megfigyelés során a CHEOPS iránytartási stabilitása jobb lesz, mint nyolc ívmásodperc, 95%-os megbízhatósággal. 

### CHEOPS  Instrument System (A CHEOPS műszerrendszere, CIS)
Az érzékelő, a támogató elektronika, a távcső, az optika háttérrendszere, a számítógép és a hőszabályozó együttesen alkotja a CHEOPS Instrument System (CIS) rendszert. A szükséges fotometriai pontosságot a a Teledyne e2v 1024 × 1024 pixeles és 13 µm-es pixelosztású, egyetlen képkocka átvitelű, hátulról megvilágított CCD érzékelővel érik el. A CCD a teleszkóp fókuszsíkjában kap helyet, és passzív hűtéssel tartják -40 °C-on. A CHEOPS távcsöve egy közepes, f/8-as Ritchey-Chrétien teleszkóp. A nagy teljesítményű fotométert a Genfi Egyetem és a Berni Egyetem szolgáltatta.

### Titánlemezek
A CHEOPS űrtávcsőre két titánlemezt erősítettek, amelyekre több ezer miniatürizált gyerekrajzot gravíroztak. A titánlemezek mérete közel 18 x 24 cm. A titánlemezeket a Berni Egyetem Alkalmazott Tudományi Tanszéke készítette, és ünnepélyes keretek között 2018. augusztus 27-n mutatták be őket. Az egyes rajzok Európa térképére kattintva tekinthetőek meg a CHEOPS honlapján.

## A CHEOPS célja
A CHEOPS fő célja azon exobolygók méretének (sugarának) pontos megmérése, amelyekre már rendelkezésre állnak földi spektroszkópiai felmérésekkel kapott tömegbecslések. Az exobolygók tömegének és sugarának ismerete lehetővé teszi a kutatók számára, hogy meghatározzák a sűrűségüket, így a hozzávetőleges összetételüket is, például azt, hogy gáz- vagy kőzetbolygóról van-e szó. A CHEOPS a leghatékonyabb műszer sekély fedések felkutatására, és az ismert exobolygók pontos sugarának meghatározására a Föld és a Neptunusz közötti mérettartományban (1–6 földsugár).

## Eredmények
Tanulmány a WASP-189b forró Jupiterről.
Kiderült, hogy a TOI-178 jelű rendszerben hat bolygó található, melyből öt orbitális rezonanciában kering. Kiszámították a bolygók sűrűségét is.
A CHEOPS más műholdak nyomát is látja megfigyelései során, mivel alacsony Föld körüli pályán kering.

## Magyar részvétel[25]
A CHEOPS tudományos programjának magyar résztvevője a miskolci Admatis Kft., a CSFK Konkoly Thege Miklós Csillagászati Intézete és az ELTE Gothard Asztrofizikai Obszervatóriuma. Az Admatis Kft. tervezte és készítette a távcsőre szerelt CCD-kamera és a vezérlőelektronika hűtéséért felelő radiátorokat. Ezek vezetik el a működés során felszabaduló hőt a detektor környezetéből, elősegítve a maximális mérési pontosságot. Az 56 kg tömegű műszerben 1,2 kilogrammnyi magyar alkatrész kapott helyet.
A programban résztvevő magyar kutatók az exobolygók holdjainak kimutatására alkalmas megfigyelési stratégiák kidolgozásában, a célpontok kiválasztásában és a megfigyelési adatokat feldolgozó szoftverek fejlesztésében vettek részt. A CHEOPS irányító testületeiben Magyarországot Kiss László (CSFK) és Szabó M. Gyula (ELTE GAO) képviseli.

## Fordítás
Ez a szócikk részben vagy egészben  a   CHEOPS című angol Wikipédia-szócikk ezen változatának fordításán alapul.  Az eredeti cikk szerkesztőit annak laptörténete sorolja fel. Ez a jelzés csupán a megfogalmazás eredetét és a szerzői jogokat jelzi, nem szolgál a cikkben szereplő információk forrásmegjelöléseként.